# Сезам (пещера)
Сезам — карстовая пещера (шахта) на Караби-яйле в Крыму. Относится к Горно-Крымской карстовой области.

## Основные характеристики
Относится к Горно-Крымской карстовой области. Образована в верхнеюрских известняках. Глубина 206 м, вертикальный тип, категория трудности 2а.

## Открытия и исследования
Пещеру Сезам открыл в 1986 году литовский спелеолог Раймондас Данюнас. В том году она была пройдена до Старого дна, а в следующем году был найден чрезвычайно узкий меандр, который заканчивается колодцем глубиной в 78 м. (Большим колодцем). До экспедиции в июле 2006 г. (руководитель Раймондас Данюнас) глубина пещеры считалась — 150 м (результаты получены после гидронивелирования). После 20-летнего перерыва в исследованиях пещера Сезам стала на 20 м глубже и на 50 м длиннее.

### Литовские экспедиции 2006-07 гг
- экспедиция в июне/июле 2006 г.[3]
- экспедиция в октябре 2006 г.[4]
- экспедиция в июле 2007 г.[5]
- экспедиция в августе 2007 г.[6]
- экспедиция в октябре 2007 г.[7]
- экспедиция в ноябре 2007 г.[8]

В октябре 2006 г. во время второй экспедиции в Сезам были расширены крупнейшие узости, так что сейчас к «Ложному дну» может пройти практически каждый. И в 2007 г. Сезам не потерял популярности и не перестал привлекать внимания литовских спелеологов: четыре из пяти экспедиций на Караби-яйлу были посвящены именно Сезаму. Две из них — для топосъемки и гидронивелирования. Но дно пещеры до сих пор не достигнуто. Ближайшие цели все те же: поиски продолжения пещеры (расширение), топосъемка новых частей, а также все ещё не проверено окно в Большом колодце. В настоящее время глубина пещеры 206 м.